# Руднє-Бистрянська сільська рада
Руднє-Бистрянська сільська рада (до 1946 року — Барбарівська сільська рада, у 1946—77 роках — Варварівська сільська рада) — колишня адміністративно-територіальна одиниця та орган місцевого самоврядування у Олевському районі Коростенської і Волинської округ, Київської й Житомирської областей Української РСР та України з адміністративним центром у с. Рудня-Бистра (до 1977 року — с. Варварівка).

## Населені пункти
Сільській раді підпорядковувались населені пункти:
- с. Рудня-Бистра
- с. Варварівка
- с. Корощине
- с-ще Сновидовичі

## Населення
Кількість населення ради станом на 1923 рік становила 1 043 особи, кількість дворів — 203.
Відповідно до результатів перепису населення СРСР, кількість населення ради станом на 12 січня 1989 року становила 2 129 осіб.
Станом на 5 грудня 2001 року, відповідно до перепису населення України, кількість мешканців сільської ради становила 2 052 особи.

### Мова
Розподіл населення за рідною мовою за даними перепису 2001 року:
| Мова       | Відсоток |
| ---------- | -------- |
| українська | 99,46 %  |
| російська  | 0,24 %   |
| молдовська | 0,19 %   |
| білоруська | 0,05 %   |

## Склад ради
Рада складалась з 18 депутатів та голови.

### Керівний склад сільської ради
| ПІБ                        | Основні відомості                                                 | Дата обрання | Дата звільнення |
| -------------------------- | ----------------------------------------------------------------- | ------------ | --------------- |
| Козловець Галина Никонівна | Сільський голова, 1962 року народження, освіта, позапартійна      | 26.03.2006   | 31.10.2010      |
| Козловець Галина Никонівна | Сільський голова, 1962 року народження, освіта вища, позапартійна | 31.10.2010   |                 |

Примітка: таблиця складена за даними джерела

## Історія
Створена 1923 року як Барбарівська сільська рада, в складі сіл Барбарівка, Рудня-Бистра, Сновидовицькі Будки та Сновидовицького хутора Олевської волості Коростенського повіту Волинської губернії. 7 березня 1923 року включена до складу новоутвореного Олевського району Коростенської округи. 12 січня 1924 року, відповідно до рішення Волинської ГАТК (протокол № 6/1 «По зміни в межах округів, районів і сільрад»), сільську раду ліквідовано, територію та населені пункти приєднано до складу Олевської сільської ради Олевського району. Відновлена 20 жовтня 1938 року в складі сіл Барбарівка, Рудня-Бистра та хуторів Ліщинець і Мудрий Олевської селищної ради. Станом на 1 жовтня 1941 року згадані хутори не значилися на бліку населених пунктів.
7 червня 1946 року, відповідно до указу Президії Верховної ради Української РСР «Про збереження історичних найменувань та уточнення і впорядкування існуючих назв сільрад і населених пунктів Житомирської області», сільську раду перейменовано на Варварівську через перейменування її адміністративного центру на с. Варварівка.
Станом на 1 вересня 1946 року входила до складу Олевського району Житомирської області, на обліку в раді перебували села Варварівка та Рудня-Бистра.
2 вересня 1954 року, відповідно до рішення Житомирського облвиконкому № 1087 «Про перечислення населених пунктів в межах районів Житомирської області», підпорядковано с. Корощине Кам'янської сільської ради Олевського району. 27 червня 1969 року взято на облік новостворений населений пункт — селище Сновидовичі.
На 1 січня 1972 року сільська рада входила до складу Олевського району Житомирської області, на обліку в раді перебували села Варварівка, Корощине, Рудня-Бистра та с-ще Сновидовичі.
26 листопада 1977 року, відповідно до рішення Житомирського облвиконкому № 499 «Про перенесення центрів та перейменування деяких сільрад районів області», адміністративний центр ради перенесено до с. Рудня-Бистра з перейменуванням ради на Руднє-Бистрянську.
Ліквідована 17 січня 2017 року через об'єднання до складу Олевської міської територіальної громади Олевського району Житомирської області.